# 鄧肯斯比 (密西西比州)
鄧肯斯比（英語：Duncansby）是位於美國密西西比州伊薩奎納縣的鬼鎮。

## 歷史
鄧肯斯比的郵局於1874年設立，其後於1919年停運。此地於1900年時約有157人，共有兩座教堂。

## 地理
鄧肯斯比所處的海拔為高於海平面31米（即102英呎），而該地所採用的時區為UTC-6，即北美中部時區（CST）。同時該地設有夏令時間，為UTC-6調快一小時，即UTC-5（CDT）。